# Donja Brckovčina
Donja Brckovčina – wieś w Chorwacji, w żupanii kopriwnicko-kriżewczyńskiej, w mieście Križevci. W 2011 roku liczyła 165 mieszkańców.